# أليكس ريميرو
أليخاندرو ريميرو جارغايو (بالإسبانية: Alejandro Remiro Gargallo) (مواليد 24 مارس 1995 - كاسكانتي ، إسبانيا) لاعب كرة قدم إسباني ، يلعب حاليًا لنادي ليفانتي الإسباني في مركز حراسة المرمى معارًا من نادي أتلتيك بيلباو لموسم واحد من 1 يوليو 2016 وحتى 30 يونيو 2017.

## روابط خارجية
- أليكس ريميرو على موقع الاتحاد الأوربي (الإنجليزية)
- أليكس ريميرو على موقع إي إس بي إن إف سي (الإنجليزية)
- أليكس ريميرو على موقع قاعدة بيانات كرة القدم.إي يو (الإنجليزية)
- أليكس ريميرو على موقع ناشيونال فوتبول تيمز (الإنجليزية)
- أليكس ريميرو على موقع Soccerbase.com (لاعب) (الإنجليزية)
- أليكس ريميرو على موقع Soccerway.com (الإنجليزية)
- أليكس ريميرو على موقع عالم كرة القدم.نت (الإنجليزية)
- أليكس ريميرو على موقع AS.com (الإسبانية)